# Damalis brevis
Damalis brevis là một loài ruồi trong họ Asilidae. Damalis brevis được Scarbrough miêu tả năm 2005. Loài này phân bố ở miền Ấn Độ - Mã Lai.